# Yasutaka Kobayashi
Yasutaka Kobayashi (japanisch 小林 康剛 Kobayashi Yasutaka; * 15. Juni 1980 in der Präfektur Ibaraki) ist ein ehemaliger japanischer Fußballspieler.

## Karriere
Kobayashi erlernte das Fußballspielen in der Jugendmannschaft von Kashima Antlers. Seinen ersten Vertrag unterschrieb er 1999 bei den Kashima Antlers. Der Verein spielte in der höchsten Liga des Landes, der J1 League. 2000 wurde er an den Zweitligisten Vegalta Sendai ausgeliehen. Für den Verein absolvierte er 37 Spiele. 2001 kehrte er zu Kashima Antlers zurück. Mit dem Verein wurde er 2001 japanischer Meister. 2002 wechselte er zum Zweitligisten Kawasaki Frontale. Für den Verein absolvierte er 16 Spiele. 2004 wechselte er zum Ligakonkurrenten Mito HollyHock. Für den Verein absolvierte er 40 Spiele. 2005 wechselte er zum Ligakonkurrenten Tokushima Vortis. Für den Verein absolvierte er 108 Spiele. Danach spielte er bei den Fagiano Okayama (2008–2009) und Fukushima United FC (2010–2014). Ende 2014 beendete er seine Karriere als Fußballspieler.

## Erfolge
Kashima Antlers
- J1 League

Meister: 2001
- J.League Cup

Finalist: 1999